# 야스 (기업)
야스(Yas Co. Ltd.)는 대한민국의 OLED 증착 장비 기업이다. 본사는 경기도 파주시 탄현면 한산로 69에 위치해 있으며 대표이사는 강경인이다.

## 상장
2017년 9월 29일에 주관사를 로 공모가 23,500원에 코스닥 시장에 상장하였다.

## 참고문헌
1. ↑  김재윤, 한국IR협의회 기업리서치센터-야스, 2022.10.27[깨진 링크(과거 내용 찾기)]
2. ↑  <코>야스, 현재가 6.11% 급등, 서울경제, 2024년 1월 3일